# Louise Leakey
Louise N. Leakey (* 1972) ist eine britische  Paläoanthropologin. Im Jahr 2001 war sie Co-Autorin der Erstbeschreibung der Gattung Kenyanthropus. Seit 2002 ist sie Research Professor für physische Anthropologie an der Stony Brook University in New York.
Louise Leakey ist in dritter Generation der jüngste Spross einer Dynastie führender kenianisch-britischer Paläoanthropologen. Sie ist die Tochter von Meave Leakey und Richard Leakey und wurde bereits im Alter von wenigen Wochen zu Grabungen am Turkana-See mitgenommen. Ihre Großeltern waren Louis Leakey und Mary Leakey. Ihr Onkel, Jonathan Leakey, war der Entdecker des Typus-Exemplars von Homo habilis, dessen jüngerer Bruder Richard Leakey war Inhaber der Grabungslizenz für den Fundort des Nariokotome-Jungen.
Louise Leakey machte ihr International Baccalaureate am United World College of the Atlantic, studierte zwischen 1992 und 1995 Biologie und Geologie an der University of Bristol und verfasste zwischen 1998 und 2001 an der University of London ihre Doktorarbeit („Body weight estimation of Bovidae and Plio-Pleistocene faunal change, Turkana Basin, Kenya“). Heute ist sie Co-Direktorin des Koobi Fora Research Project im Gebiet Koobi Fora am Turkana-See und organisiert in dieser Funktion u. a. per Flugzeug die Versorgung der jährlichen Ausgrabungen. Ferner ist sie „National Geographic Explorer-in-Residence“.
Sie ist mit Prinz Emmanuel de Merode, dem Direktor des Virunga-Nationalparks, verheiratet und trägt den Titel Prinzessin von Merode. Das Paar hat zwei gemeinsame Töchter.

## Belege
1. ↑  Meave G. Leakey, Fred Spoor, Frank H. Brown, Patrick N. Gathogo, Christopher Kiarie, Louise N. Leakey und Ian McDougall: New hominin genus from eastern Africa shows diverse middle Pliocene lineages. In: Nature. Band 410, 2001, S. 433–440, doi:10.1038/35068500.
2. ↑  Stony Brook University: Associated Faculty: Louise Leakey. Auf: stonybrook.edu, eingesehen am 9. Februar 2022.
3. ↑  Curriculum Vitae: Louise Leakey. (Memento vom 1. Mai 2016 im Internet Archive)
4. ↑  Paleontologist: Dr. Louise Leakey. Auf: nationalgeographic.org vom 4. April 2012.
5. ↑  Mary Bowman-Kruhm (2005): The Leakeys: A Biography. ISBN 0-313-32985-0.

| Personendaten    | Personendaten                            |
| ---------------- | ---------------------------------------- |
| NAME             | Leakey, Louise                           |
| ALTERNATIVNAMEN  | Leakey, Louise N.                        |
| KURZBESCHREIBUNG | kenianisch-britischer Paläoanthropologin |
| GEBURTSDATUM     | 1972                                     |